# 米格爾·阿瓦迪亞·門德斯
米格爾·阿瓦迪亞·門德斯（Miguel Abadía Méndez，1867年7月5日—1947年5月9日），哥倫比亞政治人物，1926年至1930年擔任哥倫比亞總統。

## 生平
米格爾·阿瓦迪亞·門德斯的家族有一個莊園。米格爾·阿瓦迪亞·門德斯當過律师、教授以及议员和哥倫比亞教育部长。